# Alexandre Brongniart
Alexandre Brongniart (Párizs, 1770. február 5. – Párizs, 1847. október 7.) francia kémikus, mineralógus, geológus, paleontológus és zoológus, aki Georges Cuvier-vel működött együtt a Párizs környéki régió geológiájának tanulmányozásában. Rétegsorok fosszíliatartalmát, valamint litológiáját megfigyelve osztályozta a harmadidőszaki képződményeket, és a megfigyelő és osztályozó tevékenységek együttes alkalmazásával döntő mértékben hozzájárult ahhoz, hogy a 19. századi geológiai tanulmányokat tudományként definiálják.
Botanikai szakmunkákban nevének rövidítése: „Al.Brongn.”.

## Művei
- Lefebvre; Silvestre; Brongniart; Alexandre: Considérations sur les avantages que le gouvernement pourrait assurer tant au commerce qu'aux diverses parties du service public par l'exploitation de quelques mines dont la République se trouve en possession 1797–1798
- Brongniart, Alexandre: Essai d’une classification naturelle des reptiles. in Bulletin de la Société Philomathique, 2 (1800), 81–82, 89–91
- Brongniart, Alexandre; Cuvier, Georges: Essai sur la géographie minéralogique des environs de Paris, Journal des mines, 23, no. 138 (Juin 1808), 421–458
- Brongniart, Alexandre: Tableau des terrains qui composent l'écorce du globe ou Essai sur la structure de la partie connue de la terre, F. G. Levrault (Paris), 1829
- Brongniart, Alexandre: Traité des arts céramiques ou Des poteries considérées dans leur histoire, leur pratique et leur théorie, Paris, Béchet jeune, A. Mathias, 1844, XXVIII-592, 706, 80 p., 3 tomes
- Brongniart, Alexandre; Riocreux, Denis-Désiré: Description méthodique du musée céramique de la Manufacture royale de porcelaine de Sèvres, Paris, A. Leleux, 1845

## Fordítás
Ez a szócikk részben vagy egészben  az   Alexandre Brongniart című angol Wikipédia-szócikk ezen változatának fordításán alapul.  Az eredeti cikk szerkesztőit annak laptörténete sorolja fel. Ez a jelzés csupán a megfogalmazás eredetét és a szerzői jogokat jelzi, nem szolgál a cikkben szereplő információk forrásmegjelöléseként.